# 레그니에 드 그라프
Regnier de Graaf (영어 철자), 원래 네덜란드 철자 Reinier de Graaf 또는 라틴어화된 Reijnerus de Graeff (1641년 7월 30일) – 1673년 8월 17일)은 생식 생물학 에서 중요한 발견을 한 네덜란드의 의사, 생리학자 및 해부학자였다. 그는 의원화학과 의원발생을 전문으로 했으며, 인간 생식 기관의 구조와 기능을 이해할 수 있도록 염료를 주입하는 주사기를 최초로 개발했다.

## 전기

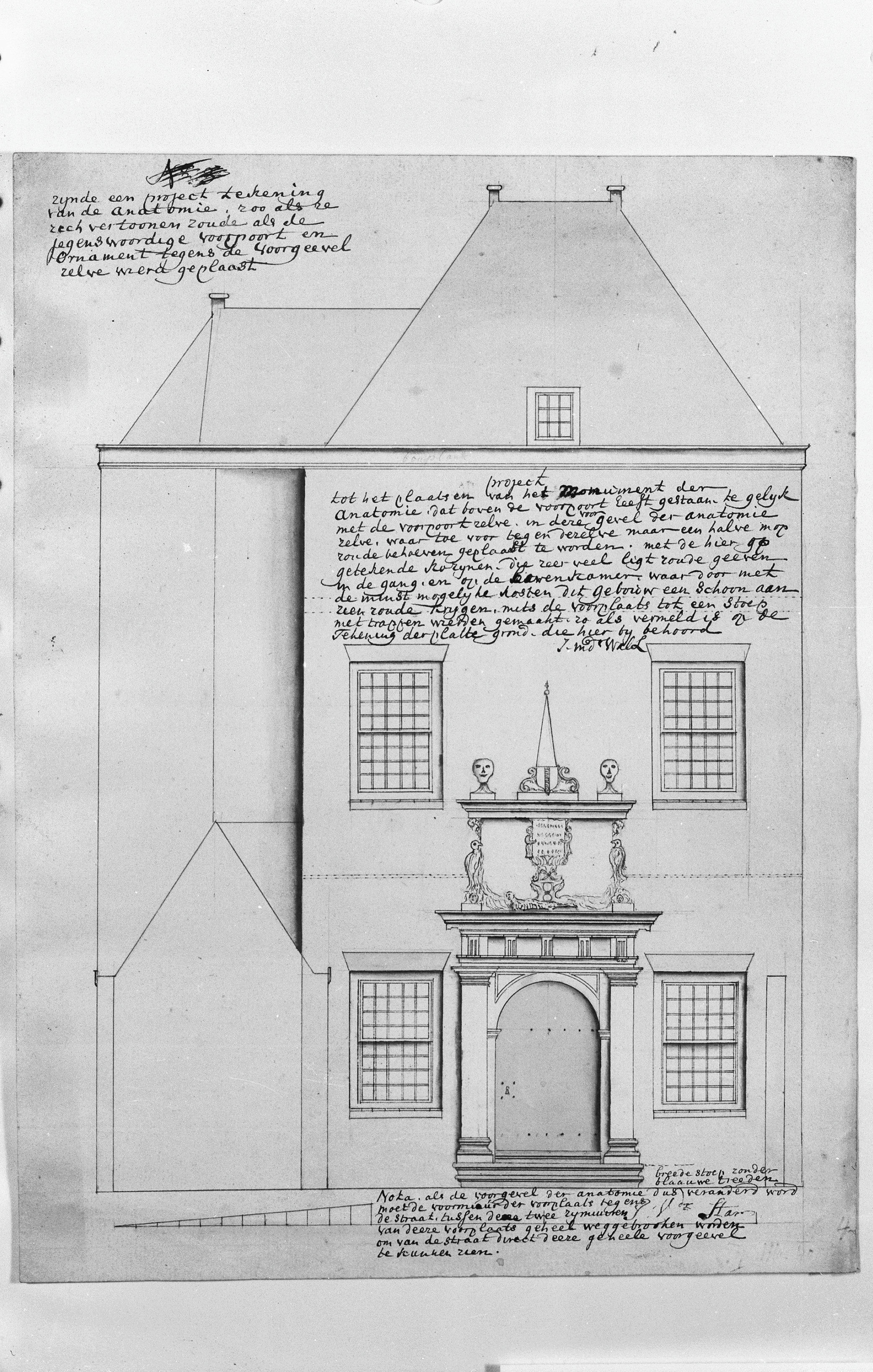
델프트의 해부학 극장. JvdStar 1776의 드로잉 - 델프트

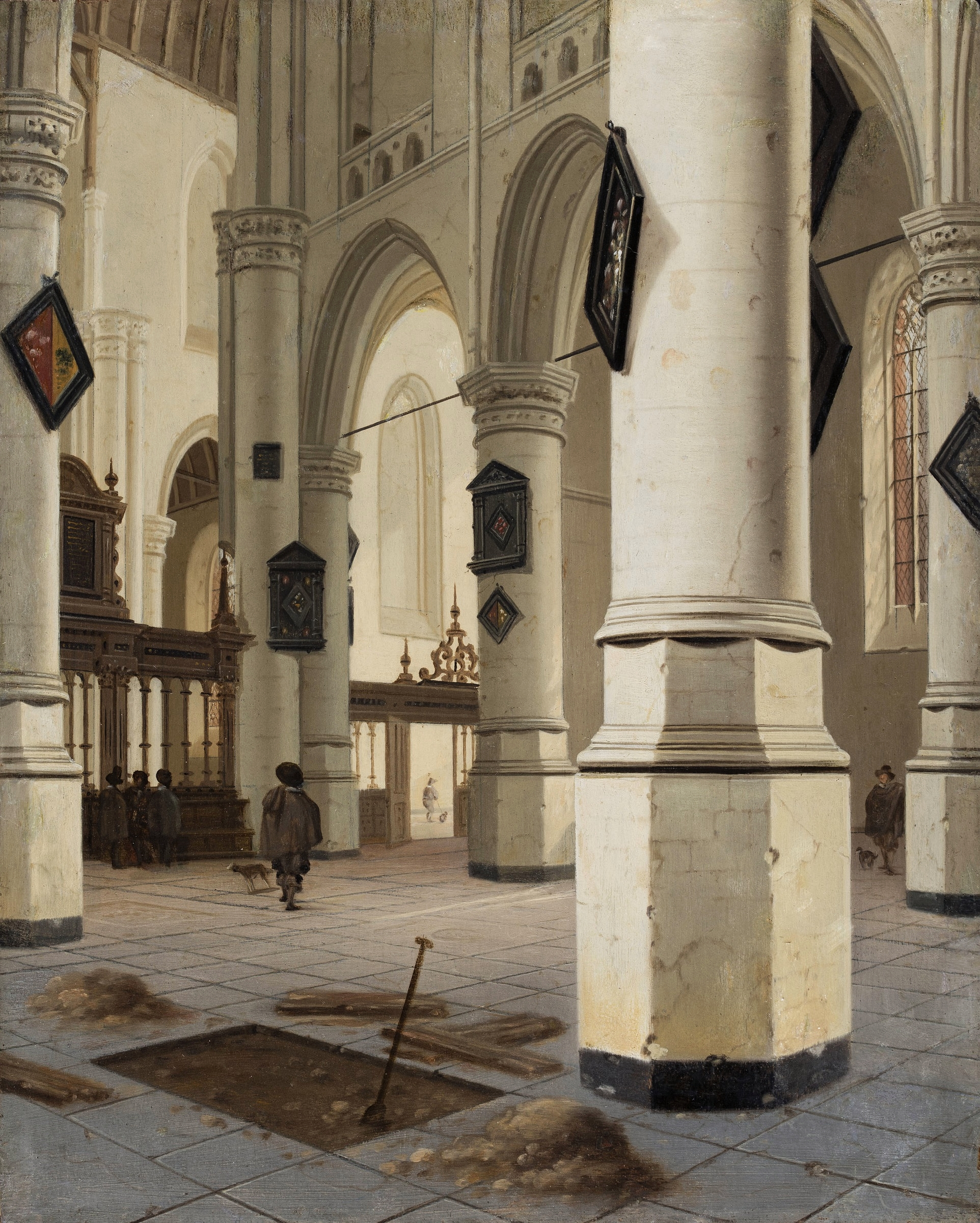
Hendrick Cornelisz의 델프트의 오래된 교회. 반 블리에트

De Graaf는 슌호벤에서 목수/엔지니어 또는 건축가의 아들로 태어나 Leuven (1658), Utrecht 및 Leiden (1663)에서 의학을 공부했다. 그의 공동 학생은 Jan Swammerdam, Niels Stensen, Ole Borch 및 Frederik Ruysch 였으며 Franciscus Sylvius 교수, Johannes van Horne 및 Lucas Schacht 와 협력했다. 그들 모두는 출산 기관에 관심이 있었고 르네 데카르트의 이 물리학 접근 방식에 영향을 받았다. 그는 췌장에 관한 박사 논문을 제출했고, 1665년에 (형과 함께) 프랑스로 가서 피에르 부르드로와 협력하여 개를 대상으로 추가 실험을 했다. 그는 번역가인 Jean Chapelain 과 함께 앵거스 대학교 에서 의학 학위를 받았다. 네덜란드 공화국 으로 돌아온 De Graaf는 Oude Delft에 자리를 잡았다. 그는 남성 생식기를 연구하고 있었는데, 이는 1668년에 출판으로 이어졌다. 난소와 난포에 대한 해부학적 연구를 위해 그는 암컷 토끼를 사용했다. (시체 해부는 겨울에만 이루어졌고 시체는 부족했다. 대부분은 라이덴으로 보내져 사형 선고를 받았을 때 사용할 수 있었다.)
1672년 5월에 그는 마리아 반 다이크(Maria van Dijk)와 결혼했다. 런던 왕립학회의 특파원인 De Graaf는 (4월 말) Henry Oldenburg 에게 독학자인 Antonie van Leeuwenhoek 과 그의 현미경 개선 작업에 주의를 기울여야 한다고 권고했다. De Graaf는 8월 17일에 사망했으며 8월 21일 인근 델프트의 올드 교회의 눈에 띄는 장소인 합창단에 정중하게 묻혔다.
그가 자살했을지도 모른다는 추측이 있었지만 다른 네덜란드 도시에서와 마찬가지로 말라리아, 장티푸스, 이질 이었을 가능성이 더 높다. 이 질병은 일년 내내 지속되었으며, 7월과 8월에 최고조에 달했다.

## 유산

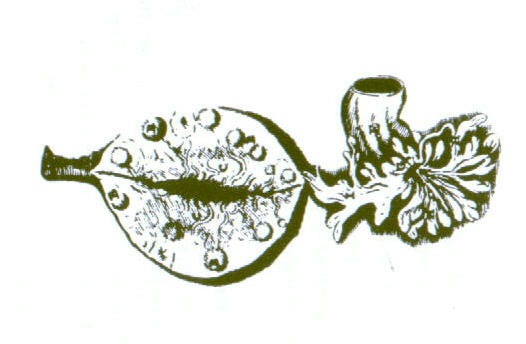
Reinier de Graaf의 난소

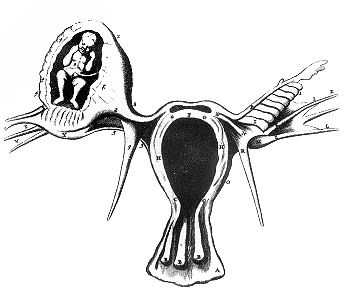
Reinier de Graaf의 자궁외 임신, Vassal의 이전 프랑스 출판물에서 복사한 것으로 인정함

생식의 역사에서 De Graaf의 위치는 독특하여 그의 시대 이전 해부학자의 작업을 요약했지만 1673년 Antonie van Leeuwenhoek이 현미경을 사용했다고 보고했지만 현미경이 가져올 진보로부터 이익을 얻을 수 없었다. 그의 개인적인 공헌에는 고환 세뇨관, 원심성 관 및 황체에 대한 설명이 포함된다. 드 그라프(De Graaf)는 난관의 발달과 여성 불임의 연관성을 설명하는 나팔관의 생식 기능을 최초로 이해한 사람일 수 있다. De Graaf는 또한 그의 세 번째 논문에 설명된 실용적인 주사기를 발명했다.

### 그라피안 모낭
그의 시조 유산은 Graafian (또는 난소) 난포이다. 그는 자신이 그들을 처음으로 묘사한 것이 아니라 그들의 발전을 묘사했다고 지적했다. 그는 토끼의 임신을 관찰한 결과 난포에 난 모세포 가 들어 있다는 결론을 내렸다. 그러나 그는 그것을 관찰한 적이 없다. 난소 난포의 성숙한 단계는 그를 기리기 위해 Graafian 난포 라고 불린다. 그러나 Fallopius를 포함한 다른 사람들은 이전에 난포를 발견했다(그러나 생식의 중요성을 인식하지 못했다). Graafian 난포라는 용어는 De Graaf와 마찬가지로 Albrecht von Haller 가 난포 Graafiana 라는 용어를 도입한 이후에 De Graaf는 난자가 훨씬 작다는 것을 깨달았지만 여전히 난포가 난모세포 자체라고 가정했다. 인간 난자의 발견은 결국 1827년 Karl Ernst von Baer에 의해 이루어졌다. De Graaf의 동시대인 Jan Swammerdam은 DeMulierum Organis Generatione Inservientibu 를 출판한 후 그를 만나 그와 fr:Johannes van Horne이 이전에 난소와 난자의 중요성에 관해 발견한 것을 공로로 삼았다고 비난했다. De Graaf는 반박을 발표했지만 표절 혐의로 인해 영향을 받았다.

### 여성 사정
De Graaf는 여성의 사정을 설명하고 자신이 남성의 전립선 과 연결한 질의 성감대를 언급했다. 이 구역은 나중에 독일 산부인과 의사 Ernst Gräfenberg 에 의해 보고되었으며 그의 이름을 따서 Gräfenberg Spot 또는 G-Spot으로 명명되었다. 또한 De Graaf는 고환의 해부학적 구조와 담낭 및 췌장의 수집된 분비물을 설명했다.

### 약점
그의 공헌에도 불구하고 De Graaf는 난자가 난포라고 믿는 것 외에도 많은 오류를 범했다. 그는 실제로 고대 문헌을 참고한 적이 없으며 단지 다른 사람들의 설명을 반복하여 부정확한 내용을 가중시켰을 뿐이다. 그는 인간이 아닌 토끼를 관찰했기 때문에 수정이 난소에서 일어난다고 가정했다. 그는 정낭에 정자가 저장되어 있다고 믿었다. 그는 아직 정자의 존재 자체를 인식하지 못했다. 이것들은 그의 죽음 직후 Antonie van Leeuwenhoek의 현미경을 사용하여 암스테르담 학생 Johannes Ham에 의해 발견되었다. 토끼 실험과 파리에서 12번째 임신 중 사망한 여성의 자궁외 임신에 대한 설명을 바탕으로 그는 완전한 개체가 난소에 존재하며 남성 사정액의 영향으로 생명을 얻게 된다고 가정했다. 자궁으로 운반된다.

## 출판물
- De Graaf, R (1664) De succi pancreatici natura et usu exercitatio anatomico-medica
- De Graaf, R (1668) De Virorum Organis Generationi Inservientibus, de Clysteribus et de Usu Siphonis in Anatomia
- De Graaf, R (1672) De mulierum Organis Generationi inservientibus tractatus novus : Demonstrans tam homines & Animalia caetera omnia, quae vivipara dicuntur, haud minus quàm ovipara ab ovooriginem ducere
- De Graaf, R (1686) Alle de Wercken . 네덜란드 레이덴.

## 평가
레그니에 드 그라프(Regnier de Graaf)는 17세기 네덜란드의 해부학자 및 생리학자로 잘 알려진 인물이다. 그는 주로 생식기 관련 연구와 혈액 순환에 관한 연구로 유명하다. 레그니에 드 그라프는 남성의 생식기 및 여성의 난소에 대한 세밀한 해부학적 연구를 수행하여 그 기능과 구조를 더 잘 이해하는 데 기여했다.
그의 주목받는 작품 중 하나는 "De Mulierum Organis Generationi Inservientibus"로, 이는 여성의 생식기와 임신에 대한 해부학적 연구를 다루고 있다. 이 작품은 그의 동료인 앙드레아스 베세리우스(Andreas Vesalius)의 "휴먼 해부학(De Humani Corporis Fabrica)"와 함께 그 시기의 중요한 해부학적 저작 중 하나로 평가받고 있다.
레그니에 드 그라프는 또한 혈관 및 혈액 순환에 관한 연구에서 중요한 업적을 이루었다. 그의 연구는 혈액 순환 및 심장 기능에 대한 이해를 높이고 의학적 지식을 발전시켰다.
요약하면, 레그니에 드 그라프는 17세기 네덜란드의 생리학과 해부학 분야에서 활동한 중요한 학자 중 한 명이다.